# Encoptolophus pallidus
Encoptolophus pallidus är en insektsart som beskrevs av Bruner, L. 1893. Encoptolophus pallidus ingår i släktet Encoptolophus och familjen gräshoppor. Inga underarter finns listade i Catalogue of Life.